# Моханлал
Моханлал (*മോഹൻലാൽ, нар. 21 травня 1960  ) — індійський актор, продюсер та співак Моллівуду. Знявся у більш ніж 320 фільмах, з яких у 35 був співпродюсером. Також є театральним актором та виконавцем пісень (на 2017 рік їх було 30) для фільмів. Він є переможцем у номінації за найкращу чоловічу роль — двічі національної премії Індії, 5 разів — премії Amrita Film Awards, 7 разів — премії Asianet Film Awards, 1 — премій Asiavision Awards та Filmfare Awards, 10 — премії Filmfare Awards South, 3 — Jaihind Film Awards, 4 — премія Ради кіноглядачів Індії, 8 — нагороди кінокритиків Керали, 6 — премії штату Керала, 5 — Mathrubhumi Film Awards.

## Життєпис
Походив з родини чиновників. Молодший син Вішванатана Наїра, секретар з права уряду штату Керала, та Сантакумарі, домогосподарки. Народився у 1960 році у селі Елантур округу Патанамтітта (штат Керала). В дитинстві часто переїздив з міста до міста, мешкав у Мудаванмугалі, Пуджаппурі, Тируванантапурамі. В останньому закінчив школу моделей. Тут також навчався в середній школі, де у 6 класі вперше зіграв у п'єсі «Комп'ютерний хлопчак». З цього моменту зацікавився кар'єрою актора.
Згодом поступив до Коледжу Махатми Ганді, який закінчив зі ступінь бакалавр торгівлі. Разом з тим проявив себе як активний спортсмен, вигравши у 1977—1978 роках чемпіонства Керали з вільної боротьби.
У 1978 році відбувся дебют в кіно — фільмі «Thiranottam». Проте він не вийшов на екран внаслідок фінансових складнощів. Першу головну роль зіграв у 1980 році у фільмі «Manjil Virinja Pookkal», який здобув значний успіх. Протягом 1980—1985 роках зіграв у 25 фільмах, переважно негативних персонажів.
У 1984 році вперше зіграв у комедії «Poochakkoru Mookkuthi» (режисер — Пріядаршан Соман Наїр). З цього моменту починається плідна співпраця Моханлала з режисером Пріядаршаном. В подальшому з ним було знято більш ніж 40 фільмів. У 1984 році вперше виступив як продюсер фільм, сприявши успіху кінострічки «Adiyozhukkukal».
У 1985 році Моханлала вперше виконав пісню («Sindooramegham Shringaarakaavyam») автора Чунаккара Раманкутті для фільму — «Onnanam Kunnil Oradi Kunnil» (режисер — Пріядаршан).
У 1986 році Моханлал вперше виграв номінацію за найкращу чоловічу роль Кінопремії штату Керала у фільмі «Т. П. Балангопалан М. А.». Того ж року за роль у фільмі «Sanmanassullavarkku Samadhanam» здобув номінацію найкращого актора кінопремії Filmfare Awards South. А після виходу фільму «Rajavinte Makan» того ж таки 1986 року кінокритики оголосили Моханлала новою суперзіркою Моллівуду. Загалом протягом цього року він знявся у 36 фільмах.
У 1988 році знявся у фільмі «Chithram», що є найдовшим фільмом на малаялам. Того ж року отримав спеціальний приз журі Кінопремію штату Керала за ролі у фільмах «Padamudra», «Aryan», «Vellanakalude Nadu», «Ulsavapittennu», «Chithram». Водночас пошлюбив доньку продюсера з Коллівуду.
Протягом 1990-х років активно знімається у численних фільмах, де виконує характерні та комедійні ролі. У 1991 році за роль у фільмі «Kilukkam» здобуває номінацію найкращого актора кінопремії штату Керала. Того ж року за роль у фільмі «Рамаяна» отримує спеціальний приз журі Національної кінопремії Індії. У 1993 році знявся у фільмі «Devaasuram», який сприяв ще більшій популярності Моханлала. Роль у фільмі «Spadikam» (1995 рік) приніс актору перемогу у номінаціях за найкращу чоловічу роль Кінопремії штату Керала та кінопремії Filmfare Award.
З 1990-х років починає зніматися на інших мовах, насамперед тамілі. 1991 році зіграв невеличку роль у фільмі мовою тамілі «Gopura Vasalile». У 1997 році вперше знявся у головній ролі — фільмі «Iruvar». 1994 року зіграв роль у телугумовному фільмі Толлівуду — «Gandeevam». У 1999 році за роль у фільму «Vanaprastham» здобув номінацію найкращого актора Національно\ кінопремії Індії.
Роль у фільмі «Narasimham» 2000 року принесла новий успіх, проте після протягом декількох років Моханлал зіграв у схожих кінострічках, сюжет та характер героїв яких викликало сувору відозву кінокритиків. 2001 року вперше зіграв у професійному театрі— санскритомовній п'єсі «Karnabharam», яку представлено на Національному театральному фестивалі. З цього часу кар'єра Моханлала як театрального актора пішла вгору, зігравши у 7 виставах. У 2001 році отримав державну нагороду Падма Шрі.
У 2002 році вперше знявся у фільмі на Боллівуді — «Компанія», за роль в якому здобув номінацію за найкращу чоловічу роль другого плану Премії міжнародної кіноакадемії Індії та Star Screen Award. Протягом 2003 року знімався лише в комедіях, вирішивши на деякий час відійти та бойовиків та драм. У 2004 році відбувся деякий спад, коли Моханлал здобув успіх лише з фільмом «Natturajavu».
У 2005 році вперше виступив як режисер з комедією «Udayananu Tharam». Фільм здобув успіх в Кералі, Махараштрі та Гуджараті. Водночас починає виступати у радіоп'єсах, записує нові пісні.
З 2006 року знову повертається до ролей у бойовиках і драмах, що мають значний успіх. У 2007 році вдруге знявся у Боллівуді — фільмі «Aag». Того ж року отримує нагороду Премії загальноіндійського радіо — за «Rasathanthram», «Vadakkumnathan», «Kirtichakra». У 2009 році отримав від Індійської Територіальної армії почесне звання підполковника. Того ж року заснував власну дистриб'юторську компанію «Махлаб Сінемас та Ентертейнментс». У 2010 році від Університету санскриту Шрі Санкарачар'я — почесного доктора гуманітарних наук.
У 2010-х роках Моханлал знімався у різних ролях: комедійних, трілерах, бойовиках. У 2011 році фільм «Християнські брати» пройшов у 300 кінотеатрах Європи, Азії та Північної Америки. В наступні роки фільми Моханлала також мали успіх. У 2013 році за участь у бойовиках отримав почесний чорний пояс від Всесвітньоїасоціації теквандо Кукківон (Південна Корея).
У 2013 та 2015 роках нагороджується званням Актор сторіччя премії Asianet Film Awards. У 2015 році він вперше знявся на Сандалвуді — у фільмі мовою каннада «Mythri». У 2016 році зіграв у двомовному фільмі (телугу і малаялам) «Manamantha» («Vismayam»).

## Родина
Дружина — Сучітра, донька продюсера К.Баладжі
Діти:
- син Пранав
- донька Вісмайя